# أدريان تاميز
أدريان تاميز (بالفرنسية: Adrien Tameze)‏ (4 فبراير 1994 بليل في فرنسا - ) هو لاعب كرة قدم فرنسي في مركز الوسط. لعب مع نادي ليل.

## روابط خارجية
- أدريان تاميز على موقع الاتحاد الأوربي (الإنجليزية)
- أدريان تاميز على موقع قاعدة بيانات كرة القدم.إي يو (الإنجليزية)
- أدريان تاميز على موقع ليكيب (الفرنسية)
- أدريان تاميز على موقع Soccerway.com (الإنجليزية)
- أدريان تاميز على موقع عالم كرة القدم.نت (الإنجليزية)